# 元褒
元 褒（げん ほう、生没年不詳）は、北周から隋にかけての官僚・軍人。字は孝整。本貫は河南郡洛陽県。元孝矩の弟。

## 経歴
元均の末子として生まれた。弓や乗馬を得意として、幼い頃から大人と張り合った。10歳で父を失い、兄たちに養育された。兄たちが別居することを議論したとき、元褒は泣いて諫めたが、聞き入れられなかった。北周に仕えて、開府儀同三司の位を受け、北平県公に封じられ、趙州刺史に任じられた。
580年、楊堅が北周の丞相となると、元褒は韋孝寛の下で尉遅迥を討ち、功績により柱国の位を受け、河間郡公に進んだ。582年、安州総管に任じられた。1年あまりして、原州総管に転じた。ある商人が盗人の被害に遭い、その商人は同宿者を疑って捕らえて役所に突きだした。元褒は冤罪であると察して、これを放免した。商人は元褒が金を受け取って盗人を放免したと訴えた。隋の文帝（楊堅）は使者を派遣して糾問した。元褒は罪を認めて使者とともに上京したので、免官された。事件の真犯人が他所で発覚したので、文帝は「なぜありもしない罪を認めたのか」と元褒に訊ねた。元褒は「臣は一州を任され、盗賊を根絶できないのが、臣の罪の一です。州民が人に誣告されたのに、司法の裁きにゆだねずに放免したのは、臣の罪の二です。証拠もなく、文書や約束もないのに、疑われることがあるのが、臣の罪の三です。臣に三罪があるのに、どうして責任逃れできましょう？臣はまた収賄したとは言いませんが、使者に糾問されることがある自体、重臣の罪であるので、罪を認めたのです」と答えた。文帝は感嘆して元褒のことを長者と称した。594年、元褒は行軍総管として辺境に駐屯した。高句麗遠征では行軍総管として漢王楊諒の下で柳城まで進み、帰還した。仁寿初年、嘉州の少数民族たちが隋に反抗すると、元褒は2万の兵を率いて乱を平定した。
604年、煬帝が即位すると、元褒は斉州刺史に任じられ、まもなく斉郡太守に転じた。隋の高句麗遠征がおこなわれるにあたって、郡の官吏たちも従軍することになったが、西曹掾が病と偽って従軍をまぬかれようとした。元褒が西曹掾を詰問したところ、西曹掾が理屈をこねたので、元褒は西曹掾を鞭打った。西曹掾が「わたしは帝のご在所にまいって、申し上げたいことがある」と叫んだので、元褒は激怒して100回あまりも鞭打つと、西曹掾は数日して死んでしまった。この事件のため元褒は免官された。家で死去した。享年は73。

## 伝記資料
- 『隋書』巻50 列伝第15
- 『北史』巻17 列伝第5